# Grimoon
I Grimoon sono un gruppo musicale italo-francese formato nel 2003. Da sempre sotto contratto con la Macaco Records, il gruppo ha all'attivo cinque album in studio.

## Storia del gruppo
Il gruppo viene formato nel 2003 come progetto musicale e video. Le canzoni vengono sviluppate infatti anche in video realizzati dai medesimi componenti del gruppo. Nel maggio del 2004 viene pubblicato dalla Macaco Records il loro primo EP, Demoduff#1. In seguito al quale intraprendono un tour in Europa.
Nel novembre del 2006 viene dato alle stampe il primo album ufficiale del gruppo, La lanterne magique. Prodotto da Giovanni Ferrario viene accompagnato da un DVD contenente un lungometraggio. Nel 2008 esce il secondo album Les 7 vies du chat, realizzato con la collaborazione di molti ospiti, quali: The Black Heart Procession, Tre Allegri Ragazzi Morti, Thibaut Derien, Marta Collica, Mariposa.
Il 12 marzo 2010 esce il terzo album, Super 8, prodotto da Scott Mercado, distribuito dalla Solaris Empire e accompagnato anch'esso da un film, Neera. Nell'aprile 2011 i Grimoon pubblicano un DVD contenente 15 cortometraggi e un documentario sulla loro attività cinematografica.
Nel febbraio 2012 esce il loro quarto album Le déserteur, registrato a San Diego, nello studio di Pall Jenkins dei The Black Heart Procession, durante il loro primo tour negli Stati Uniti nel novembre del 2010.

## Formazione
- Alberto Stevanato – voce, chitarra, realizzazione video
- Solenn Le Marchand – voce, sintetizzatore, realizzazione video
- Alessandro "Gibo" Fabbro – pianoforte, organo, tromba
- Scott Mercado - batteria, chitarra
- Dario Pironi - batteria
- Alberto De Grandis - chitarra elettrica
- Andrea Iseppi – violino
- Erik Ursich – basso
- Samuele Giuponi – batteria

## Discografia

### Album in studio
- 2006 – La lanterne magique
- 2008 – Le 7 vies du chat
- 2010 – Super 8
- 2012 – Le deserteur
- 2015 – Vers la Lune

### EP
- 2004 – Demoduff#1

### Partecipazioni
- 2008 – AA.VV. – Deviazioni (Un omaggio a Vasco Rossi), con il brano Una canzone per te
- 2011 – AA.VV. – Addosso!, con il brano Vinni cu' Vinni